# Unificación Campesina
Unificación Campesina är en ort i Mexiko.   Den ligger i kommunen Huatabampo och delstaten Sonora, i den västra delen av landet, 1 300 km nordväst om huvudstaden Mexico City. Unificación Campesina ligger 5 meter över havet och antalet invånare är 192.
Terrängen runt Unificación Campesina är mycket platt. En vik av havet är nära Unificación Campesina söderut. Runt Unificación Campesina är det ganska tätbefolkat, med 67 invånare per kvadratkilometer. Närmaste större samhälle är Huatabampo, 13,1 km väster om Unificación Campesina. Omgivningarna runt Unificación Campesina är i huvudsak ett öppet busklandskap.